# 2019 aux États-Unis
Chronologie des États-Unis
- 2015
- 2016
- 2017
- 2018
- 2019
- 2020
- 2021
- 2022
- 2023

 2017 par pays en Amérique - 2018 par pays en Amérique - 2019 par pays en Amérique - 2020 par pays en Amérique - 2021 par pays en Amérique 
Cette page concerne des événements qui se sont produits durant l'année 2019 du calendrier grégorien aux États-Unis.

## Gouvernement
- Président : Donald Trump (républicain)
- Vice-président : Mike Pence (républicain)
- Secrétaire d'État : Mike Pompeo
- Chief Justice : John G. Roberts Jr.

## Événements

### Janvier 2019
- Le shutdown commencé le 22 décembre 2018 continue. Le 12 janvier 2019, il devient le plus long shutdown de l'histoire des États-Unis[1].
- 1er janvier : la sonde américaine New Horizons survole 2014 MU69, dit « Ultima Thulé », l'objet le plus lointain jamais exploré par l'humanité[2],[3].
- 3 janvier : Nancy Pelosi devient présidente de la Chambre des représentants.
- 6 janvier : 76e cérémonie des Golden Globes à Los Angeles.
- 7 janvier : le président de la Banque mondiale Jim Yong Kim démissionne pour rejoindre une société d'investissements privée.
- 25 janvier : le gouvernement américain et le Congrès des États-Unis parviennent à un accord temporaire sur le financement de l'administration américaine, mettant ainsi fin au shutdown le plus long de l'Histoire américaine d'une durée de 35 jours - sans pour autant parvenir à trouver une solution au désaccord sur le financement d'une éventuelle construction d'un mur à la frontière entre les États-Unis et le Mexique à l'origine du shutdown[4].
- 31 janvier : une vague de froid polaire dans les États du nord fait au moins 20 morts[5].

### Février 2019
- 1 février : les États-Unis annoncent leur retrait du traité sur les forces nucléaires à portée intermédiaire ; la Russie entame le processus de retraité de ce traité le lendemain.
- 5 février : Donald Trump prononce le discours sur l'état de l'Union.
- 12 février : fin du procès d'El Chapo, considéré comme le plus gros narcotrafiquant au monde, reconnu coupable de tous ses chefs d'inculpation. Le 17 juillet 2019, il est condamné à la prison à perpétuité plus 30 années supplémentaires.
- 13 février : la NASA confirme la perte de l'astromobile Opportunity, quinze ans après son atterrissage sur Mars.
- 16 février :
  - le pape François confirme la réduction à l'état laïc du cardinal Theodore McCarrick, accusé d'abus sexuels sur mineurs ;
  - Mikaela Shiffrin remporte à Åre son quatrième titre mondial du slalom d'affilée, ce qu'aucun skieur ou skieuse n'a réalisé avant elle.
- 24 février : 91e cérémonie des Oscars à Los Angeles.

### Mars 2019
- 19 mars : Karen Uhlenbeck remporte le prix Abel et devient à ce titre la première femme à recevoir cette récompense.
- 27 mars : les deux membres du groupe de musique Her's, le Britannique Stephen Fitzpatrick et le Norvégien Audun Laading, ainsi que leur directeur de tournée, l'Américain Trevor Engelbrektson, sont tués dans un accident de la route sur l'Interstate 10 en Arizona, à l'est de Tonopah[6].

### Avril 2019
- 2 avril : la démocrate progressiste Lori Lightfoot est élue maire de la ville de Chicago avec 74 % des voix, grâce à son programme basé sur la réduction des inégalités sociales et ethniques, ce qui fait d'elle la première femme afro-américaine et la première personne ouvertement homosexuelle à devenir maire de Chicago, ainsi que de Chicago la plus grande ville américaine à être dirigée par une femme noire.
- 27 avril : fusillade de la synagogue de San Diego en Californie (1 mort).

### Mai 2019
- 31 mai : une fusillade à Virginia Beach (Virginie) fait 12 morts[7].

### Juin 2019
- 13 juin : un incident dans le golfe d'Oman a lieu près du détroit d'Ormuz et déclenche une nouvelle crise diplomatique et militaire entre les États-Unis, l'Iran et plusieurs pays arabes (et dans une certaine mesure le Japon en tant que pays armateur des pétroliers).

### Juillet 2019
- 4 juillet et 5 juillet : des séismes de magnitude 7,1 frappent Ridgecrest (Californie) à 180 km de Los Angeles. Les séismes tuent une personne et en blessent 25[8].
- 13 juillet : l'ouragan Barry touche la côte de la Louisiane et fait d'importants dégâts par inondations.

### Août 2019
- 2 août : démission de gouverneur de Ricardo Rosselló, gouverneur de Porto Rico, après de gigantesques manifestations du 13 au 25 juillet qui réclamaient sa démission à cause de propos sexistes et homophobes qu'il avait tenus sur Telegram.
- 3 août : une fusillade terroriste raciste dans une zone commerciale d'El Paso (Texas) fait 23 morts[9].
- 4 août : une fusillade à Dayton (Ohio) fait neuf morts[10].
- 23 août : l'astronaute américaine Anne McClain est accusée de s'être connectée illégalement au compte bancaire de son ex-épouse Summer Wooden, ce qui constitue des délits d'usurpation d'identité et d'accès irréguliers à des dossiers financiers, durant les expéditions 58 et 59 de l'ISS de décembre 2018 à juin 2019 ; si les faits sont avérés, il s'agirait alors des premiers délits commis dans l'espace.

### Septembre 2019
Le mois de septembre 2019 est le mois le plus chaud jamais enregistré. Aux États-Unis, cela se traduit par une vague de chaleur sur l'est, où les températures ont presque atteint 40 °C en plein septembre.
- 2 au 6 septembre : l'ouragan Dorian frappe la côte Est, principalement la Floride et les Carolines.
- 3 septembre : Après la fusillade du Festival de l'ail de Gilroy, une fusillade commise par un suprémaciste blanc (Santino William Legan) le 28 juillet 2019 qui a provoqué la mort de 3 personnes dont un enfant avant que l'assaillant ne soit lui-même abattu par la police, le conseil de surveillance de San Francisco, l'organe législatif de la ville et du comté de San Francisco, adopte à l'unanimité une résolution qui désigne officiellement la National Rifle Association of America  comme une « organisation de terrorisme intérieur »[12].
- 20 septembre : arrêt de la centrale nucléaire de Three Mile Island[13] aux États-Unis.
- 24 septembre : Nancy Pelosi, présidente de la Chambre des représentants des États-Unis, annonce le lancement d'une procédure d'impeachment à l'encontre de Donald Trump.

### Octobre 2019
- 7 octobre : les Américains William Kaelin et Gregg Semenza reçoivent le prix Nobel de physiologie ou médecine pour leurs travaux sur l'oxygénation des cellules, conjointement avec le Britannique Peter J. Ratcliffe.
- 8 octobre : le Prix Nobel de physique est remis à l'astronome canado-américain James Peebles pour avoir prédis l'existence du fond diffus cosmologique et avoir été le premier à comprendre l'importance de la matière noire dans les grandes structures de l'Univers, ainsi qu'aux astronomes suisses Michel Mayor et Didier Queloz, pour avoir prouvé l'existence des exoplanètes en découvrant 51 Pegasi b en 1995.
- 9 octobre : le prix Nobel de chimie est attribué au physicien américain John B. Goodenough et au chimiste américain Stanley Whittingham, conjointement avec le chimiste japonais Akira Yoshino, pour avoir inventé la batterie à lithium-ion.
- 13 octobre : la Californie devient le premier État américain à interdire la vente de produits en fourrure. La loi entre en vigueur le 1er janvier 2023.
- 14 octobre : le « prix Nobel d'économie » est remis aux économistes indo-américain et américain Abhijit Banerjee et Michael Kremer, conjointement avec l'économiste française Esther Duflo, pour leurs travaux sur la réduction de la pauvreté et des inégalités économiques.

### Novembre 2019
- 4 novembre :
  - Le gouverneur d'Oklahoma, Kevin Stitt, fait libérer 462 détenu(e)s de son État, incarcéré(e)s pour possession de drogue, ce qui était auparavant considéré comme un crime dans l'Oklahoma et qui a été reclassé comme délit mineur en 2016 ; il s'agit de la plus grande commutation de peine de l'Histoire des États-Unis, et de la libération de 2% de la population carcérale d'Oklahoma[14] ;
  - Massacre de la famille américo-mexicaine LeBaron au Mexique.

### Décembre 2019
- 19 décembre : la Chambre des représentants vote pour destituer le président Donald Trump pour abus de pouvoir et obstruction au Congrès.
- 20 décembre : fondation de la United States Space Force[15].
- 29 décembre : une fusillade à l'église West Freeway Church of Christ de White Settlement (Texas) fait deux morts.